# 熱い想い (CHAGE and ASKAのアルバム)
『熱い想い』（あついおもい）は、チャゲ&飛鳥（現：CHAGE and ASKA）のサウンドトラック。1982年5月25日に発売された。発売元はワーナー・パイオニア（現：ワーナーミュージック・ジャパン）。
1986年12月15日、1990年7月21日、1999年12月16日、2001年9月19日にはCDとして、2009年8月26日にはSHM-CDとして再発売されている。

## 背景・リリース
アルバム『熱い想い』は、東映制作のドキュメンタリー映画『真紅な動輪』の映画音楽を担当することになり制作され、チャゲ&飛鳥にとって初のタイアップとなり、収録曲が劇中で使用されている。
正規タイトルは『熱い想い』だが、帯やCDラベルなど一部は『映画「真紅な動輪」オリジナルサンドトラック盤  熱い想い』（えいが「まっかなどうりん」おりじなるさんどとらっくばん あついおもい）と表記されている。
ジャケットにはチャゲ&飛鳥の姿とスクリーン越しに劇中に登場する蒸気機関車パシナが写り出している。
わずか2週間という期間で制作され、飛鳥（現：ASKA）いわく、平均睡眠時間がわずか2〜3時間だったといい、チャゲ（現：Chage）も「地獄のレコーディングだった」と語っている。
同年7月から開催したコンサートツアー『御意見無用'82』では、後のチャゲ&飛鳥のコンサートでは定番となる演奏前のオープニング・ムービーと演奏後のエンディング・ムービーの上映が初めて行なわれた。
「北風物語」、「恋はア・ヤ・フ・ヤ」、「MESSAGE」はアルバムがCD化される際にボーナス・トラックとして収録された。
2009年8月26日には、紙ジャケット・シリーズの一環としてSHM-CD仕様でヤマハミュージックコミュニケーションズより再発売された。

## 収録曲
| #  | タイトル               | 作詞       | 作曲        | 編曲     | 時間 |
| -- | ---------------------- | ---------- | ----------- | -------- | ---- |
| 1. | 「THEME FOR "PACINA"」 |            | 飛鳥涼      | 平野孝幸 | 4:02 |
| 2. | 「暁」                 | 阿里そのみ | チャゲ      | 平野孝幸 | 4:03 |
| 3. | 「OMOIDE」             |            | チャゲ&飛鳥 | 平野孝幸 | 3:58 |
| 4. | 「御意見無用'82」      | 阿里そのみ | チャゲ      | 平野孝幸 | 3:58 |
| 5. | 「THEME FOR "BUJUN"」  |            | チャゲ      | 後藤真和 | 3:09 |
| 6. | 「MARGARITA」          | 松井五郎   | チャゲ      | 平野孝幸 | 4:52 |

| #   | タイトル                       | 作詞             | 作曲   | 編曲     | 時間 |
| --- | ------------------------------ | ---------------- | ------ | -------- | ---- |
| 7.  | 「カーニバル」                 | 飛鳥涼           | 飛鳥涼 | 平野孝幸 | 4:47 |
| 8.  | 「魅惑」                       | 松井五郎         | 飛鳥涼 | 後藤真和 | 4:08 |
| 9.  | 「夢から夢へ」                 |                  | 飛鳥涼 | 平野孝幸 | 3:48 |
| 10. | 「熱い想い 〜CLOSING THEME〜」 | 飛鳥涼、松井五郎 | 飛鳥涼 | 平野孝幸 | 9:47 |

| #         | タイトル                            | 作詞             | 作曲      | 編曲      | 時間  |
| --------- | ----------------------------------- | ---------------- | --------- | --------- | ----- |
| 11.       | 「北風物語」(Bonus Track)           | 飛鳥涼、松井五郎 | 飛鳥涼    | 平野孝幸  | 4:21  |
| 12.       | 「恋はア・ヤ・フ・ヤ」(Bonus Track) | 松井五郎         | チャゲ    | 平野孝幸  | 3:39  |
| 13.       | 「MESSAGE」(Bonus Track)            | チャゲ           | チャゲ    | 平野孝幸  | 3:51  |
| 合計時間: | 合計時間:                           | 合計時間:        | 合計時間: | 合計時間: | 58:25 |

## 楽曲解説
1. THEME FOR "PACINA"
インストゥルメンタル。なお表題の「PACINA」とは劇中に登場する蒸気機関車パシナの事である。
2. 暁
前曲から、そのままイントロに繋がっている。映画ではオープニングテーマとして使用。
3. OMOIDE
インストゥルメンタル。曲中に、夢から夢へ・終章（エピローグ）・ひとり咲き・熱い想いの一節が含まれる。
4. 御意見無用'82
1980年に発売されたファースト・アルバム『風舞』に収録されている「御意見無用」のリメイク。
2004年8月28日に開催した野外ライブ『CHAGE and ASKA 25th Anniversary Special チャゲ&飛鳥 熱風コンサート』で久々に演奏された。
5. THEME FOR "BUJUN"
インストゥルメンタル。
6. MARGARITA
7. カーニバル
8. 魅惑
映画では頭出しがなく、イントロから2番まで使用。
2004年8月28日に開催した野外ライブ『CHAGE and ASKA 25th Anniversary Special チャゲ&飛鳥 熱風コンサート』で久々に演奏された。
9. 夢から夢へ
1980年に発売されたファースト・アルバム『風舞』収録曲のインストゥルメンタル。
10. 熱い想い 〜CLOSING THEME〜
1982年4月25日に発売されたシングル曲。映画の主題歌として起用され、表題の「CLOSING THEME」の通りエンディングで使用する。
通常のシングル収録時より演奏時間の長いロング・バージョンで収録されており、これはチャゲ＆飛鳥の楽曲では最長である。
基本はシングルと同じだがイントロと終わり前のピアノ演奏がシングル・ヴァージョンとは若干ミックスが異なるほか、そのピアノ演奏後の間奏には本作に収録されている「カーニバル」のフレーズが使われ、最後は本曲に戻ってキーを上げたラストサビに入る内容となっている。
当時発売されたレコード盤及びカセット盤では本曲が2曲に分割されており、「熱い想い」が10曲目、「CLOSING THEME」が11曲目となっていた。
11. 北風物語
1982年10月25日に発売されたシングル曲。明星食品 「チャルメラ」 CMソング。
アルバムがCD化される際にボーナス・トラックとして収録された。
12. 恋はア・ヤ・フ・ヤ
1982年4月25日に発売されたシングル「熱い想い」B面曲。アルバムがCD化される際にボーナス・トラックとして収録された。
13. MESSAGE
1982年10月25日に発売されたシングル「北風物語」B面曲。アルバムがCD化される際にボーナス・トラックとして収録された。

## 参加ミュージシャン
MAIN MUSICIANS

火魔神
- Drums：今泉正義
- E.Bass：後藤真和
- Keyboards：平野孝幸
- E.Guitar：大平彰彦
- Keyboards：松井朋巳
- YAMAHA Acoustic Guitar：チャゲ&飛鳥

GUEST MUSICIANS
- E.Guitar：矢島賢
- Latin Percussion：ペッカー
- Chorus：井関"マルガリータ"洋美
- Strings：JOEストリングス